# Eupithecia dyarata
Eupithecia dyarata là một loài bướm đêm trong họ Geometridae.